# هوغو نوربيرتو كاستيلو
هوغو نوربيرتو كاستيلو (بالإسبانية: Hugo Norberto Castillo)‏ هو لاعب كرة قدم ومدرب كرة قدم أرجنتيني، ولد في 7 مارس 1971 في Capioví ‏ في الأرجنتين. لعب مع Guaraní Antonio Franco ‏.

## وصلات خارجية
- هوغو نوربيرتو كاستيلو على موقع قاعدة بيانات كرة القدم.إي يو (الإنجليزية)
- هوغو نوربيرتو كاستيلو على موقع ناشيونال فوتبول تيمز (الإنجليزية)
- هوغو نوربيرتو كاستيلو على موقع عالم كرة القدم.نت (الإنجليزية)